# Tirunelweli
Tirunelweli – miasto w południowych Indiach, w południowej części stanu Tamilnadu, nad rzeką Tambarabarani (uchodzi do zatoki Mannar). Stolica dystryktu Tirunelveli. Około 514 tys. mieszkańców.